# Hans Müller (Politiker, 1915)
Hans Müller (* 14. Oktober 1915 in Zweibrücken; † 23. Dezember 1974 in Ramstein-Miesenbach) war ein deutscher Sachbearbeiter und Politiker (NPD).

## Leben
Müller besuchte die Volksschule und die Oberrealschule. 1934–1935 war er Volontär bei der Allgemeinen Ortskrankenkasse und 1935–1936 bei der Kasse der Kreisamtswaltung Pirmasens der Nationalsozialistischen Volkswohlfahrt. Von 1936 bis 1938 leistete er Militärdienst und von 1939 bis 1944 Kriegsdienst (zuletzt als Feldwebel). 1944–1946 war er in Kriegsgefangenschaft und 1946–1947 beim Minenräumkommando Zweibrücken. Von 1950 bis 1952 war Müller in den USA. Ab 1953 arbeitete er als Personalsachbearbeiter.

## Politik
Müller, seit 1932 Mitglied in der Hitlerjugend, wurde dort 1935 zum Bannadjutanten ernannt. Zum 1. Dezember 1935 trat er der NSDAP bei (Mitgliedsnummer 3.707.325). 1938 bis 1939 war er darüber hinaus Kreisjugendwalter der DAF. 
Das Urteil der Spruchkammer Neustadt vom 5. August 1948 lautete auf Mitläufer. Es wurde jedoch vom Gouverneur der Pfalz abgelehnt und so fällte die Spruchkammer Neustadt am 21. Januar 1949 ein neues Urteil. Es lautete auf: Minderbelasteter, Bewährungsfrist von zwei Jahren, Entzug der Wählbarkeit und des Rechts der politischen Betätigung. Auf weitergehende Sühnemaßnahmen wurde verzichtet, da er als Minensucher gearbeitet hatte.
Im August 1964 wurde Müller Mitglied der Deutschen Reichspartei. Im Dezember 1964 wechselte er zur NPD, wo er 1965 Vorsitzender des NPD-Kreisverbands Kaiserslautern-Stadt und -Land und 1966 Bezirksbeauftragter für die Westpfalz wurde.
Bei der Landtagswahl in Rheinland-Pfalz 1967 wurde er in den sechsten Landtag Rheinland-Pfalz gewählt. 1968 trat er aus der NPD aus. Am 31. Oktober 1968 legte er sein Abgeordnetenmandat nieder und Gerhard Huy rückte für ihn in den Landtag nach.